# Simpang Pancur
Simpang Pancur is een bestuurslaag in het regentschap Ogan Komering Ulu Selatan van de provincie Zuid-Sumatra, Indonesië. Simpang Pancur telt 1592 inwoners (volkstelling 2010).